# Пам'ятник Миколаю Копернику (Фромборк, 1973)
Пам'ятник Миколаю Копернику у Фромборку - пам'ятник, розташований біля підніжжя Кафедральної гори у Фромборку, що зображує Миколая Коперника. Встановлений в 1973 році, з нагоди 500-річчя з дня народження Коперника.

## Характеристика
Коперник був членом Вармінського капітулу, 48 років свого життя служив каноніком у Фромборку і був похований в Базилікі Внебовзяття Пресвятої Діви Марії та святого Андрія у Фромборку.
Пам'ятник Копернику виготовлений з бронзи, має висоту 6 метрів і стоїть на триметровому гранітному постаменті. Виготовив його скульптор Мечислав Вельтер. Велтера звинувачували в тому, що пам'ятник Копернику неправильної форми, він нібито нагадує "брилу з маленькою головою". Захисники побачили в пам’ятнику згадку про вармінські зображення святих і про прусських баб.
За тиждень після відкриття пам'ятника у Фромборку його копію розмістили в одному з найбільших парків Мексики.